# Tegeocranellus nubatamae
Tegeocranellus nubatamae är en kvalsterart som beskrevs av K. Fujikawa 2004. Tegeocranellus nubatamae ingår i släktet Tegeocranellus och familjen Tegeocranellidae. Inga underarter finns listade i Catalogue of Life.